# Mfinu (langue)
Le mfinu est une langue bantoue de la République démocratique du Congo.

## Classification
Le mfinu (B.83) est classé dans le groupe B.80 Tiene-Yanzi dans la classification des langues bantoues selon Malcolm Guthrie.
Selon Nurse et Philippson (2003), le mfinu est apparenté aux langues teke (B.70).

## Répartition géographique
Les Mfinu sont répartis sur une région largement partagée avec les Teke dans les communes de Maluku et de la Nsele de la ville-province de Kinshasa ainsi que dans le territoire de Kwamouth dans la province de Mai-Ndombe. Le mfinu est ou a été parlé à Kimpoko (Empo) ou Kingankati (Enga-nkari).

## Sources
- Olga Boone, Carte  ethnique  de  la  république  du  Zaïre:  quart  sud-est, Tervuren, Musée royal de l’Afrique centrale, 1973
- (en) Malcolm Guthrie, « Some features of the Mfinu verbal system », Bulletin of the School of Oriental and African Studies, vol. 18, no 1,‎ 1956, p. 84-102 (JSTOR 610130)
- (en) Jouni Filip Maho, NUGL Online : The online version of the New Updated Guthrie List, a referential classification of the Bantu languages, 2009 (lire en ligne)
- (en) Derek Nurse et Gérard Philippson, « Towards a historical classification of the Bantu languages », dans Derek Nurse et Gérard Philippson, The Bantu languages, Routledge, 2003, 708 p. (ISBN 978-0-7007-1134-5 et 978-0-415-41265-0, DOI 10.4324/9780203987926)
- (en) Mark Van de Velde, Koen Bostoen, Derek Nurse et Gérard Philippson, The Bantu languages, Routledge, 2019, 2e éd., 708 p. (ISBN 9781138799677 et 9781315755946)

## Source
- (en) Cet article est partiellement ou en totalité issu de l’article de Wikipédia en anglais intitulé « Mfinu language » (voir la liste des auteurs).